# Fyksesund bru
Fyksesund bru je silniční visutý most přes úžinu Fyksesund u vesnice Fykse v obci Kvam v norském kraji Hordaland. Je třetím nejstarším dodnes existujícím silničním visutým mostem v zemi (po mostech Mælen bru z roku 1935 a Nybrua z roku 1936).
Byl postaven ve 30. letech a otevřel ho 9. října 1937 norský korunní princ Olaf. Autorem návrhu mostu byl norský inženýr Olaf Stang. Po dokončení se stal most nejdelším visutým mostem severní Evropy, čímž překonal další most Vrengen bru. Celková délka mostu je 344 m, délka hlavního rozpětí 230 m. Výškový rozdíl mezi úžinou Fyksesund a nejvyšším bodem mostovky činí 28 m.